# Liste der Kulturdenkmäler in Sommerloch (bei Bad Kreuznach)
In der Liste der Kulturdenkmäler in Sommerloch sind alle Kulturdenkmäler der rheinland-pfälzischen Ortsgemeinde Sommerloch aufgeführt. Grundlage ist die Denkmalliste des Landes Rheinland-Pfalz (Stand: 2. August 2023).

## Einzeldenkmäler
| Bezeichnung                     | Lage                              | Baujahr                                       | Beschreibung | Bild                           |
| ------------------------------- | --------------------------------- | --------------------------------------------- | --- | ------------------------------ |
| Dorfgemeinschaftshaus           | Hauptstraße 10/12 Lage            | 1927                                          | ehemalige Schule; teilweise verschieferter Fachwerkbau in der Art des 17. und 18. Jahrhunderts, bezeichnet 1927, Torbogen und Spritzenhaus; ortsbildprägende Baugruppe im Heimatschutzstil | BW                             |
| Katholische Kirche St. Aegidius | Kirchgasse Lage                   | 1789                                          | spätbarocker Saalbau, 1789 | weitere Bilder Fotos hochladen |
| Grabsteine                      | Kirchgasse, auf dem Kirchhof Lage | 17. und 18. Jahrhundert                       | Gruppe von Grabsteinen, darunter fünf barocke Grabkreuze, 17. und 18. Jahrhundert | Fotos hochladen                |
| Wohnhaus                        | Schulstraße 14 Lage               | 1606                                          | reiches Fachwerkhaus eines ehemaligen Streckhofs, angeblich von 1606, wohl gegen Ende des 17. Jahrhunderts                                                                                 | Fotos hochladen                |
| Wohnhaus                        | Schulstraße 15 Lage               | 1680                                          | barockes Fachwerkhaus, teilweise massiv, angeblich von 1680, Erdgeschoss in der ersten Hälfte des 19. Jahrhunderts überformt                                                               | BW                             |
| Wegekreuz                       | Schulstraße, bei Nr. 15 Lage      | Ende des 18. oder Anfang des 19. Jahrhunderts | Sandsteinkreuz, Ende des 18. oder Anfang des 19. Jahrhunderts, 1958 erneuert; malerischer Blickpunkt der Straße                                                                            | BW                             |

## Ehemalige Kulturdenkmäler
| Bezeichnung | Lage                   | Baujahr                           | Beschreibung | Bild |
| ----------- | ---------------------- | --------------------------------- | --- | ---- |
| Wohnhaus    | Weinbergstraße 13 Lage | erste Hälfte des 18. Jahrhunderts | barockes Fachwerkhaus, teilweise massiv, Krüppelwalmdach, erste Hälfte des 18. Jahrhunderts, bezeichnet 1816; aus Denkmalliste gelöscht | BW   |